# Hlavohruď

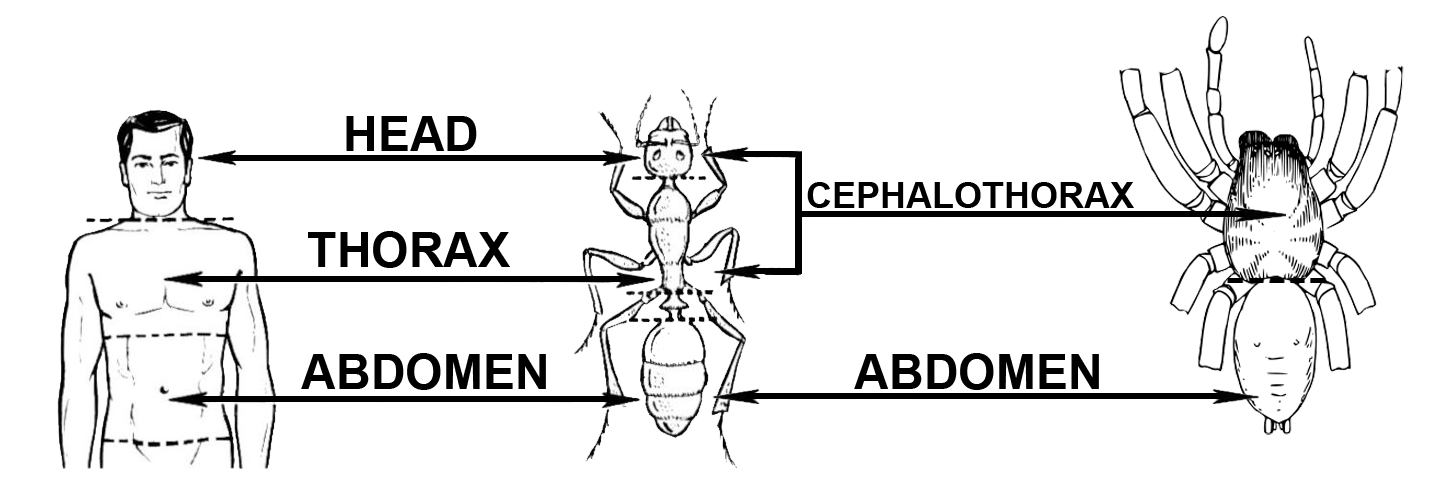
Porovnání anatomie člověka, mravence a pavouka

Hlavohruď (cefalothorax, z řeckého κεφαλή kephalé – hlava a θώραξ thórax – hruď) je součást těla (tagma) některých členovců, vzniklá spojením hlavy a hrudi, viditelně odlišná od zadečku (u některých skupin se lze setkat i s označením prosoma pro hlavohruď a opisthosoma pro zadeček). Hlavohruď se vyskytuje zejména u klepítkatců a korýšů, u ostatních skupin, jako např. šestinohých (včetně hmyzu), zůstává hlava viditelně oddělena od hrudi. U ostrorepů a mnoha korýšů kryje hlavohruď tvrdý krunýř zvaný karapax.